# In forma pauperis
In forma pauperis, abreviado como IFP o ifp, es un término legal en latín que significa "en el carácter o la manera de un pobre". Se refiere a la capacidad de una persona indigente de proceder ante un tribunal sin pagar los honorarios habituales asociados con una demanda o apelación.

## Reino Unido
El IFP fue abolido en el Reino Unido a favor de un enfoque de asistencia legal como parte de la Ley de Asistencia y Asesoramiento Legal de 1949.

## Estados Unidos
En los Estados Unidos, los tribunales estatales y federales otorgan la designación de IFP a alguien que no tiene los fondos para perseguir los costos normales de una demanda o una defensa penal. El estado generalmente lo otorga un juez sin una audiencia, y le da derecho a la persona a una exención de los costos normales y, a veces, en casos penales, al nombramiento de un abogado. Si bien los costos impuestos por el tribunal, como las tarifas de presentación, no se aplican, el litigante sigue siendo responsable de otros costos incurridos para presentar la acción, como la declaración jurada[cita requerida] y honorarios de testigos. Sin embargo, en un tribunal federal, un indigente puede obtener una notificación judicial gratuita a través del Servicio de Alguaciles de los Estados Unidos.
Aproximadamente dos tercios de las solicitudes de certiorari (proceso judicial para buscar la revisión judicial de una decisión de un tribunal inferior) ante la Corte Suprema se presentan en forma pauperis. La mayoría de esos peticionarios son prisioneros. Estadísticamente, las peticiones que aparecen en el expediente in forma pauperis de la Corte Suprema tienen muchas menos probabilidades de ser revisadas que otras en el expediente.
Gideon v. Wainwright, 372 US 335 (1963), es un caso histórico en la historia de la Corte Suprema de los Estados Unidos en el que se invocó in forma pauperis. In forma pauperis generalmente se otorga en relación con los solicitantes pro se, es decir, en nombre de uno mismo, pero los dos conceptos son separados y distintos.